# Tatsuhiko Seta
Tatsuhiko Seta (jap. 瀬田 龍彦, Seta Tatsuhiko; * 15. Januar 1952 in der Präfektur Iwate) ist ein ehemaliger japanischer Fußballtorhüter.

## Nationalmannschaft
1973 debütierte Seta für die japanische Fußballnationalmannschaft. Seta bestritt 25 Länderspiele.

## Errungene Titel
- Japan Soccer League: 1972
- Kaiserpokal: 1972, 1975

## Persönliche Auszeichnungen
- Japan Soccer League Best Eleven: 1972, 1976